# 馬馬雷哈
馬馬雷哈（羅馬化：Mamalyha）是乌克兰切尔诺夫策州德涅斯特區的村庄，是與村莊同名的鄉級市鎮的行政中心。
2020年7月18日，烏克蘭最高拉達早前通過的行政區劃改革法案生效，原屬於新謝利察區的馬馬雷哈转由德涅斯特区管轄。
另外，村莊東部有一個可以通往摩尔多瓦的檢查站。